# The Movies
The Movies este un simulator de afaceri creat de Lionhead Studios pentru Microsoft Windows și porta pentru Mac OS X de Feral Interactive. A fost lansat pe 8 noiembrie 2005 în SUA și 11 noiiembrie 2005 în Europa. În acest joc vei conduce un studio de film de la Hollywood, de la administrarea financiară a acestuia, angajarea de actori și de personal auxiliar, la construirea de scene și la crearea filmelor din secvențe prerandate, puse cap la cap, la care pot fi adăugate efecte sonore, subtitrare și dialog. Ele pot fi exportate și încărcate pe site-uri precum Youtube, sau site-uri ale fanilor (The Movies Underground). Filmele primesc stele de la 1 la 5, în funcție de calitatea actorilor, a scenariului, a scenelor pe care se filmează și a marketingului. Studiourile sunt și ele categorisite în funcție de stele, fiind acordate la sfârșitul fiecărui deceniu premii pentru cei mai buni actori, cele mai bune filme, cele mai bune studiouri, etc. Jocul începe odată cu era filmului mut, în anul 1920, jucătorul fiind nevoit să investească în tehnologia necesară adăugării de sunet și de culoare filmului. Este inspirat din  Stunt Island, jocul Charlie Chaplin din 1998, Steven Spielberg's Director's Chair din 1996 și din 3D Movie Maker (1995).
Pe 6 iunie 2006 a fost lansat primul și singurul pachet de expansiune, The Movies: Stunts & Effects. Acesta a adăugat cascadori și noi efecte speciale, precum și abilitatea de a controla unghiurile din care filmează camera. A câștigat premiul de Cel mai bun simulator din partea BAFTA.

## Jocul
În The Movies, jucătorii au șansa de a conduce propriul studio de film. Jocul poate fi împărțit în trei părți: construirea scenelor, modelarea carierelor actorilor și producerea de filme. Sunt unii jucători care lucrează direct doar cu ultima parte. Cei mai importanți sunt actorii și regizorii, denumiți în joc „staruri”. Pentru ca ei să fie menținuți într-o dispoziție bună, ei trebuie să primească un salariu satisfăcător (în funcție de succesul lor), o imagine bună în presă (când îmbătrânesc se poate apela la operații estetice), o rulotă de calitate, și un anturaj mare. Actorii pot deveni stresați sau plictisiți, depinzând de numărul de filme în care joacă. Cei stresați devin alcoolici sau vor începe să mănânce prea mult. Calitatea unui film este influențată și de vârsta și fizicul unui actor. Cei bătrâni, cu un aspect înfricoșător, sunt potriviți pentru rolurile din filmele horror. Cei tineri și chipeși sunt potriviți pentru filmele romantice. Cei de 30 de ani sunt buni pentru rolurile de acțiune, iar cei de vârstă mijlocie pentru filme de comedie. Un actor foarte experimentat într-un anumit gen de film poate juca la orice vârstă în acel gen de film fără a afecta prea mult calitatea filmului. Toți actorii și regizorii se retrag la vârsta de 70 de ani.
Primele filmele necesită un cameraman și o persoană care să anunțe începerea scenei. Cele mai avansate cer un sunetist, un tehnician luminist make-up artist și alți membri. Printre angajați se mai numără și figuranți (care pot fi promovați la statutul de actori), scenariști, oameni de serviciu, reparatori, etc. Pentru a crește prestigiul studioului, el trebuie să fie curățat periodic, și plin cu iarbă, copaci și decorațiuni. Clădirile trebuie să fie unite prin drumuri. Ele suferă degradări în timp, lucru care nerezolvat poate duce la scăderea calității unui film. Dacă nu sunt reparate în timp util, ele devin neutilizabile. Jocul începe cu patru studiouri rivale, cu încă șase apărând de-a lungul timpului. Nu mai apar alte studiouri după anii '70.
Nu există o limită în ceea ce privește lungimea filmului. Aceasta variază deobicei între 30 de secunde și 3 minute, cele mai lungi cerând un buget enorm și o perioadă mare de timp (filmarea unei pelicule de 10 minute poate lua chiar și până la 20 de ani de filmări). Totuși, în modul sandbox, jucătorul poate face instant chiar și filme de 15-20 de minute într-un minut de joc. Dacă va fi aleasă această obțiune, ratingul pentru distribuția filmului va fi „teribil”. Odată ce actorii, figuranții, regizorul și echipa de filmare sunt în fața scenei unde se filmează (pot fi duși și manual), se începe filmarea. Filmele pot fi: de acțiune, comedie, horror, romantic sau SF, publicul preferând un anumit gen de film în funcție de evenimentele care se petrec în perioadele în care este lansat filmul. (în timpul Războiul din Vietnam scade popularitatea filmelor de acțiune, Cursa Spațială crește interesul în filmele SF, în al Doilea Război Mondial scade populariatea horror-ului, aceasta crescând după război, iar Marea Depresiune crește popularitatea comediei.)
Jucătorii pot alege între scenariile scrise de scenariștii pe care i-a angajat, sau poate face unul singur. Pot fi angajate mai multe persoane pentru a scrie mai rapid scenariul. Jucătorul trebuie să aleagă o singură scenă (de exemplu: 'Living Room 1: Enter Scared'), în jurul acesteia ei redactând scenariul. Actorii și figuranții pot fi îmbrăcați de către jucători, iar pe platoul de filmare pot fi schimbate condițiile climaterice. Aceste lucruri implică costuri mai mari.
Platourile de filmare variază de la urban, la vestul sălbatic și rural. Unele permit includerea mașinilor și a animalelor. Actorii își pot exersa talentul pe aceste platouri pentru a căpăta experiență. Odată terminat filmul, acesta intră în departamentul de marketing, și mai apoi în post-producție, unde pot fi adăugate muzică, efecte speciale, fragmente audio (înregistrate cu ajutorul microfonului, folosit în special pentru dialoguri), subtitrări și datele filmului. O scenă poate fi tăiată pentru a scurta filmul, iar ordinea lor poate fi schimbată. Buzele personajelor pot fi sincronizate cu dialogurile participanților. Odată ce filmul a fost fnalizat, el poate fi salvat în calculator în mai multe formate, printre care și WMV folosit la distribuirea filmelor online. Cele mai bune filme sunt nominalizate la Premiile Stanley, o variantă a Premiilor Oscar. Filmele pot fi promovate cu ajutorul departamentului de marketing, dar un film promovat prea mult poate dăuna la calitatea și încasările filmului, în cazul în care nu îndeplinește așteptările publicului. Jucătorul poate investi și în tehnică, angajând oameni de știință care să deschidă tehnologii noi la care celelate studiouri nu au acces, deși acest lucru nu va duce întotdeauna la un profit mai mare. Pachetul Stunts & Effects dă posibilitatea angajării de cascadori care pot fi antrenați pentru a juca în dublele periculoase (chiar și actorii pot fi antrenați).

## Dezvoltare
Idea pentru the The Movies a venit la sfârșitul anului 2001 într-o conferință de brainstormin a celor de la Lionhead Studios. Peter Molyneux a propus crearea unui simulator  precum Hollywood Mogul. Ce are în plus acest joc față de Hollywood Mogul este abilitatea de a face propriile filme. Jocul a fost anunțat pentru prima dată în aprilie 2002 la E3. Fanii au susținut ideea, standul The Movies fiind atracția acelui an, atrăgând și interesul mai multor companii pentru publicarea jocului. Lionhead Studios a ales în cele din urmă compania Activision. Elaborarea jocului a luat mai mult de patru ani din cauza schimbărilor dese în motorul grafic. A fost lansat în cele din urmă în noiembrie 2005, pentru Microsoft Windows.
Jocul urma inițial să fie portat pe PlayStation 2 și Xbox, dar portarea a fost oprită imediat după ce Microsoft a achiziționat Lionhead. Aceasta a fost oficial anulată pe 7 februarie 2006, din cauza vânzărilor slabe. Pe 8 februarie 2006, Lionhead Studios au anunțat că încă mai speră să lanseze jocul pe console, fără Activision ca publisher.
În octombrie 2006, varianta de Macintosh făcută de Feral Interactive a câștigat un premiu BAFTA pentru cel mai bun simulator din 2006. Varianta de Macintosh adăuga mai multe caracteristici care nu erau disponibile pentru varianta de PC, printre care exportarea videourilor în format HD și pentru iPod, integrarea în aplicațiile iLife de la Apple precum iTunes, iMovieHD și GarageBand, și altele. Jocul a fost nominalizat și la categoria cea mai bună coloană sonoră, dar nu a câștigat-o.

### Moduri
Jocul a fost făcut în așa fel încât jucătorii să-și poată aduce contribuția la el, creând unelte pentru modificarea scenelor, crearea de obiecte și de platouri de filmare, la scurt timp după lansarea pachetului de expansiune. Sunt și multe moduri neoficiale, pentru designul hainelor, a personajelor, etc. În noiembrie 2007, Editorul The Movies a fost lansat de DCMF Arhivat în 2 ianuarie 2014, la Wayback Machine., o unealtă adresată celor mai puțin experimentați în crearea de noi platouri/costume și obiecte de decor.
The Movies a fost des folosit în videourile machinima. Machinima este un program de făcut filme, cu un mediu 3D, în care personajele pot fi controlate de oameni, scripturi sau de inteligentul artificial.

## Coloana sonoră
Coloana sonoră pentru The Movies a fost compusă de Daniel Pemberton. Apar mai multe stiluri de muzică folosite în mai multe genuri de filme, de la cele din era filmului mut până la cele mai modernde din secolul al XX-lea.
The Movies [Premiere Edition] DVD (38:19):
- 1. Acid Bass (2:16)
- 2. Armageddon 1969 (2:07)
- 3. At The Ritz	(1:49)
- 4. Big Bad Bud	(2:12)
- 5. Clever Clogs (1:55)
- 6. Dr Moores Evil Lab (1:20)
- 7. Femme Fatale (1:48)
- 8. Ferrari Lightning (1:37)
- 9. Fresh Sneakers (2:08)
- 10. Frisky Flute (1:29)
- 11. Hows About That (2:20)
- 12. In The Saddle (1:48)
- 13. Magic Of The Movies (1:39)
- 14. Melodramatic Love (2:04)
- 15. Oompa Jumpa (1:56)
- 16. Relaxing By The Sea (3:09)
- 17. Secret Agent (1:53)
- 18. The Big Adventure (1:46)
- 19. Wonky Tonky (1:30)
- 20. Yee Ha (1:33)

În plus față de muzica folosită în filme, jocul are și o stație radio numită KMVS. În fiecare deceniu se schimbă DJ-ul, care adoptă personalitatea și genurile de muzică ascultate în acea vreme.
Anii '20 și '30
- DJ: William McDuff (voce de Kerry Shale)
- Muzică: Jazz

Anii '40 și '50
- DJ: Wally Krunkleburger (vocea lui Bill Roberts)
- Muzică: Swing Jazz și muzică pe teme de război

Anii '60
- DJ: "Mad Dog" John (vocea lui Robert O. Smith)
- Muzică: Rock și jazz în stilul anilor '60

Anii '70
- DJ: Randy Shaw (vocea lui Kennie Andrews)
- Muzică: Disco și Rock

Anii '80
- DJ: Andy Wright (vocea lui Kyle Eastwood)
- Muzică: Rock și New Wave

Anii '90
- DJ: Whispering Kristin (vocea lui Leiah Bowden)
- Muzică: Rock și Grunge

Anii 2000
- DJ: English Hughie (până în 2025) (vocea lui Jamie Cullum)
- Muzică: Rock, Grunge, Jazz, și muzica din timpul războiului sunt redate aleatoriu.

Emisiunile KMVS sunt parodii, exagerări sau subestimări ale evenimentelor care se petrec de-a lungul timpului. De exemplu, când crainicul anunță aparișia calculatoarelor, el menționează că în anul 2050 ele nu vor fi mai mari decât o mașină și vor fi capabile să stocheze până la cinci mii de cuvinte. Despre comunism se spune că este o infecție virală, unul din ascultători plângându-se că a contractat-o dintr-o toaletă când a fost în vizită într-o țară comunistă. Buletinele de știri se extind până după anul 2015, când se anunță că astronauții au aterizat pe Marte și au vandalizat planeta.